# 金沢市立兼六中学校
金沢市立兼六中学校（かなざわしりつ けんろくちゅうがっこう、英語: Kanazawa Municipal Kenroku Junior High School）は、石川県金沢市田井町にある公立中学校。近くを浅野川が流れる。
校区は兼六・田上・朝霧台・杜の里の4小学校校下からなる。金沢市立の中学校の中で最も生徒数が多い中学校である（2023年時点）。

## 沿革
《主要な出典：》
- 1948年（昭和23年）
  - 4月1日  - 新制中学校として金沢市立兼六中学校発足。学制改革により閉校[注釈 2]した旧金沢市立第一高等女学校校舎（所在地：金沢市小将町三番丁2番地の外23筆[7]）を使用して開校[8]。
  - 5月18日 - 開校式典を挙行、校章を制定。
- 1949年（昭和24年）2月16日 - 校歌を制定（作詞：尾山篤二郎、作曲：下総皖一[9]）。
- 1950年（昭和25年）4月1日 - 校旗を樹立。
- 1958年（昭和33年）5月18日 - 創立10周年記念式典を挙行。
- 1961年（昭和36年）
  - 4月1日 - 金沢市立田上中学校を統合して、田上分場を設置[注釈 3]。また、生徒増のため石引分場を設置。
  - 4月10日 - 新校舎地鎮祭ならびに起工式挙行。
- 1962年（昭和37年）
  - 2月28日 - 新校舎本館落成。
  - 4月1日 -
    - 通学区域の改正により田井町、旭町の一部生徒を収容。
    - 金沢市小将町三番丁2番地の1[11]所在の旧校舎[注釈 4]から金沢市田井町ト2番地[16]所在の新校舎（現在地）へ移転。

  - 12月16日 - 体育館が完成したのを機に、新校舎落成式を挙行[17]。
- 1968年（昭和43年）5月18日 - 創立20周年記念式典を挙行。
- 1971年（昭和46年）3月19日 - 校訓「敬愛・協調・正義」を制定。
- 1978年（昭和53年）5月18日 - 創立30周年記念式典を挙行。
- 1988年（昭和63年）9月10日 - 同窓会の寄付により40周年記念として石碑「兼六魂」を建立。
- 1992年（平成04年）9月12日 - 学校5日制による休業日開始。
- 1997年（平成09年）4月1日 -
  - 特殊学級設置。
  - スクールカウンセラー活用調査研究校に指定（文部省）。
- 1998年（平成10年）5月13日  - 創立50周年記念式典を挙行。
- 2002年（平成14年）8月31日  - 学校5日制完全実施。
- 2003年（平成15年）4月1日 -
  - 2学期制に移行（試行[18]）。
  - 学力向上フロンティアスクール事業研究校に指定（文科省）。
- 2004年（平成16年）
  - 4月1日 - 2学期制完全実施。
  - 11月30日 - 学力向上フロンティアスクール事業研究発表。
- 2006年（平成18年）
  - 1月20日 - 健康教育推進実践事業研究発表会。
  - 2月6日 - 給食用配膳室の工事完了。
- 2007年（平成19年）10月9日 - 旧購買室を改装して、第2相談室「たんぽぽ」を開設。
- 2008年（平成20年）7月29日 - 浅野川氾濫に伴う生徒有志によるボランティア活動の実施。
- 2009年（平成21年）4月3日 - 元相談室を改装して学習室を設置。
- 2018年（平成26年）
  - 4月1日 - 3学期制に移行[18]。
  - 8月12日  - 創立70周年記念式典を挙行。
- 2021年（令和03年）6月30日 - 普通教室空調設備設置工事完了。
- 2022年（令和04年）4月1日 - 「金沢型学習スタイル実践推進事業」重点課題推進校（道徳教育・ICTの活用）に指定（2か年度）。

## 部活動
《出典：》

### 運動部
- 陸上部
- 野球部
- 女子ソフトボール部
- サッカー部
- ソフトテニス部
- 女子ハンドボール部
- 男子バレーボール部
- 女子バレーボール部
- 男子バスケットボール部
- 女子バスケットボール部
- 男子バドミントン部
- 女子バドミントン部
- 卓球部

なお、剣道・柔道・水泳・体操・スキーの部活動もあるが、部員数は少なく（またはおらず）、活動場所等も定まっていない（2014年当時）。

### 文化部
- 科学部
- 吹奏楽部
- 美術部

## 著名な出身者
- 松本薫（柔道選手）
- 井上あずみ（歌手）
- 唯川恵（小説家）
- 山口嵩之 (元プロ野球選手)
- 髙田竜星（プロ野球選手）
- 西川章久 (北陸放送アナウンサー、ラジオパーソナリティー)
- 長田重一（生物学者）